# Лангер, Эдуард Леопольдович
Эдуа́рд Леопо́льдович (Лео́нтьевич) Ла́нгер (21 апреля [3 мая] 1835, Москва — 24 апреля 1905, Москва) — русский музыкант, композитор; также преподаватель — Музыкальных классов при Московском отделении ИРМО (с 1860 года), затем Московской консерватории (1866–1905 годы, профессор).

## Биография
Родился 21 апреля (3 мая) 1835 год в Москве в семье немецкого музыканта и педагога Леопольда Лангера.
Сначала занимался музыкой под руководством отца. В 1851—1853 годах учился в Лейпцигской консерватории (ныне Лейпцигская высшая школа музыки и театра) у И. Мошелеса и Э. Ф. Венцеля (фортепиано), а также у М. Гауптмана и Ю. Рица (композиция). 
Вернувшись в Россию, занимался педагогической деятельностью. В 1860 году Эдуард Лангер был приглашён Н. Г. Рубинштейном преподавать игру на фортепиано и теорию музыки в музыкальных классах МО ИРМО, а в 1866 году — в Московскую консерваторию. В 1885–1890 годах он возглавлял класс органа. Был педагогом по фортепиано Сергея Танеева и Антонины Милюковой (жена П. И. Чайковского). Также среди его учеников был А. Брандуков. В августе 1893 года Лангер временно перешёл в музыкально–драматическое училище Московского филармонического общества, но в апреле следующего года вернулся в консерваторию.
Эдуард Леопольдович был дружен с К. Клиндвортом, который, как и сам Лангер, был большим поклонником музыки Р. Вагнера, а также с П. И. Чайковским, который посвятил Лангеру «Каприччиозо» для фортепиано ор. 19 № 5. Часто выступал как пианист, был автором переложений для фортепиано в 2, 4 и 8 рук, симфонических и оперных произведений П. И. Чайковского, М. И. Глинки, А. С. Даргомыжского, А. С. Аренского, Н. Г. Рубинштейна. Среди сочинений Э. Л. Лангера — струнный квартет, фортепианное трио, две сонаты для скрипки и фортепиано.
Умер 24 апреля (7 мая) 1905 год в Москве.